# العلاقات الطاجيكستانية الغرينادية
العلاقات الطاجيكستانية الغرينادية هي العلاقات الثنائية التي تجمع بين طاجيكستان وغرينادا.

## مقارنة بين البلدين
هذه مقارنة عامة ومرجعية للدولتين:
| وجه المقارنة                                              | طاجيكستان                          | غرينادا                                |
| --------------------------------------------------------- | ---------------------------------- | -------------------------------------- |
| المساحة (كم2)                                             | 143.10 ألف                         | 348                                    |
| عدد السكان (نسمة)                                         | 8.92 مليون                         | 107.83 ألف                             |
| الكثافة السكانية (ن./كم²)                                 | 62.33                              | 30.99 ألف                              |
| العاصمة                                                   | دوشنبه                             | سانت جورجز                             |
| اللغة الرسمية                                             | اللغة الطاجيكية                    | لغة إنجليزية، إنكليزية غرنادة المولدة ‏ |
| العملة                                                    | ساماني طاجيكي، الروبل الطاجيكستاني | دولار شرق الكاريبي                     |
| الناتج المحلي الإجمالي (بليون دولار)                      | 7.15 مليار                         | 1.12 مليار                             |
| الناتج المحلي الإجمالي (تعادل القوة الشرائية) بليون دولار | 24.03 مليار                        | 1.45 مليار                             |
| الناتج المحلي الإجمالي الاسمي للفرد دولار أمريكي          | 925                                | 9.21 ألف                               |
| الناتج المحلي الإجمالي للفرد دولار أمريكي                 | 2.69 ألف                           | 12.43 ألف                              |
| مؤشر التنمية البشرية                                      | 0.624                              | 0.750                                  |
| رمز المكالمات الدولي                                      | +992                               | +1473                                  |
| رمز الإنترنت                                              | .tj                                | .gd                                    |
| المنطقة الزمنية                                           | ت ع م+05:00                        | 00                                     |

## منظمات دولية مشتركة
يشترك البلدان في عضوية مجموعة من المنظمات الدولية، منها:
| علم المنظمة | اسم المنظمة                        | تاريخ انضمام طاجيكستان | تاريخ انضمام غرينادا |
| ----------- | ---------------------------------- | ---------------------- | -------------------- |
|             | مؤسسة التنمية الدولية              | 4 يونيو 1993           | 28 أغسطس 1975        |
|             | مؤسسة التمويل الدولية              | 2 ديسمبر 1994          | 28 أغسطس 1975        |
|             | منظمة حظر الأسلحة الكيميائية       | ?                      | ?                    |
|             | الأمم المتحدة                      | 2 مارس 1992            | 17 سبتمبر 1974       |
|             | الاتحاد الدولي للاتصالات           | 28 أبريل 1994          | 17 نوفمبر 1981       |
|             | منظمة الشرطة الجنائية الدولية      | ?                      | ?                    |
|             | البنك الدولي للإنشاء والتعمير      | 4 يونيو 1993           | 27 أغسطس 1975        |
|             | الاتحاد البريدي العالمي            | ?                      | ?                    |
|             | وكالة ضمان الاستثمار متعدد الأطراف | 9 ديسمبر 2002          | 12 أبريل 1988        |
|             | يونسكو                             | 6 أبريل 1993           | 17 فبراير 1975       |